# Perledo
Perledo é uma comuna italiana da região da Lombardia, província de Lecco, com cerca de 874 habitantes. Estende-se por uma área de 12 km², tendo uma densidade populacional de 73 hab/km². Faz fronteira com Bellano, Esino Lario, Menaggio (CO), Parlasco, Sant'Abbondio (CO), Varenna.

## Demografia
| Variação demográfica do município entre 1861 e 2011                               |
|                                                                                   |
| Fonte: Istituto Nazionale di Statistica (ISTAT) - Elaboração gráfica da Wikipedia |